# Rschew-Wjasmaer Operation
Die Rschew-Wjasmaer Operation (russisch: Ржевско-Вяземская операция, 8. Januar bis 20. April 1942) war ein großräumiger Versuch der Roten Armee, die im Dezember 1941 nach Westen zurückgedrängte Masse der deutschen Heeresgruppe Mitte im Raum westlich von Moskau durch mehrfache Abriegelungen im Rücken abzuschneiden und einzukesseln. Die neue sowjetische Großoffensive wurde von den Truppen der Westfront (Armeegeneral Georgi K. Schukow) und der Kalininfront (Generaloberst Iwan S. Konjew) mit Unterstützung der Truppen der Nordwest- und Brjansker Front durchgeführt.
Folgende Unteroperationen können der übergeordneten Rschew-Wjasma-Operation zugeordnet werden:
- Rschewer Angriffsoperation vom 8. Januar bis Ende Februar 1942 (Ржевская наступательная операция Rschewskaja nastupatelnja operazija)
- Moschaisk-Wjasmaer Angriffsoperation vom 10. Januar bis 28. Februar 1942 (Можайско-Вяземская наступательная операция Moschaisko-Wjasemskaja nastupatelnja operazija)
- Luftlandeoperation von Wjasma (Вяземская воздушно-десантная операция Wjasemskaja bosduschno-desantnaja operazija) und deutsches Unternehmen Hannover vom 18. Januar bis 28. Februar 1942 gegen sowjetische Partisanen und Fallschirmjägertruppen.

Die erste Phase der Offensive vom 8. bis Ende Januar war trotz einiger Verzögerungen ab Monatsmitte für die sowjetischen Truppen recht erfolgreich. Den nach Norden vorrückenden Einheiten der 33. Armee sowie das 1. Garde-Kavalleriekorps gelang es Ende Januar nach Wjasma durchzubrechen. Anfang Februar konnte die Wehrmacht jedoch mehrere sowjetische Front-Einbrüche von Dezember 1941 nördlich und südlich von Juchnow wieder beseitigen und große Teile der sowjetischen 33. Armee, des 1. Garde-Kavalleriekorps und der 8. Luftlande-Brigade einschließen. Ab 18. Februar erneuerten die sowjetischen Truppen ihre Angriffe und versuchten Korridore zu den abgeschnittenen Verbänden frei zu kämpfen. Diese Versuche dauerten bis Ende März/Anfang April und führten zu keinen Erfolgen. In der letzten Phase konnte die deutsche Wehrmacht ihrerseits die Krise an der vorderen Front meistern und die letzten noch kampffähigen Großverbände der Roten Armee im Rücken der Front aufreiben. Ende April 1942 konnte die Front der Heeresgruppe Mitte als stabilisiert angesehen werden.

## Vorgeschichte
Ende Dezember 1941 befand sich die gesamte Heeresgruppe Mitte in der Schlacht um Moskau infolge der Gegenoffensive der sowjetischen West- und Kalinin-Front in der Defensive. Am 30. Dezember fiel Kaluga in die Hand der sowjetischen 31. Armee. Die Verbände der Panzergruppe 3 und 4 (ab 1. Januar 1942 in Panzerarmeen umbenannt) verschanzten sich Ende Dezember 1941 entlang der Flüsse Lama und Rusa, bei Moschaisk und Gschatsk und nutzten die Befestigungen, die früher von sowjetischen Truppen an beiden Ufern der Flüsse errichtet worden waren.
Die deutschen Truppen am Nordflügel der Heeresgruppe Mitte stützten sich auf die Eisenbahnlinie Welikije Luki – Rschew – Wjasma, um mit den Reserven in der „inneren Linie“ manövrieren zu können, die Front nordöstlich von Rschew war bereits zuvor stark befestigt worden. Die neue Verteidigungslinie, die etwa von Subzow östlich von Gschatsk nach Juchnow verlief wurde als „Königsberg-Linie“ bezeichnet. Das schnelle Vorgehen der Truppen der Kalinin- und Westfront in der zweiten Hälfte des Dezembers 1941, die Zerstörung von Eisenbahnen und Autobahnen durch den Feind sowie unbefestigte Straßen führten auch bei der Roten Armee zu Verzögerungen in der Versorgung mit Munition und Treibstoff. Starke Schneefälle, Frost und häufige Schneestürme schränkten auch die Kampffähigkeit der sowjetischen Truppen ein und schlossen die Weiterführung der Operationen praktisch aus.
Die Verteidigungsdichte der deutschen Truppen stand Anfang Januar bei Moschaisk und Gschatsk auf eine Division gerechnet bei 8 Kilometer Front, bei Suchinitschi hielt eine Division sogar 33 Kilometer Front. Am 30. Dezember durchbrachen im Raum südlich von Borowsk Teile von fünf Schützendivisionen der sowjetischen 33. und 43. Armee die Verteidigung der deutschen 15. Infanteriedivision (Generalleutnant Ernst-Eberhard Hell) und rissen die Verbindung zwischen dem XX. und XII. Armeekorps auf.
Trotz der schwierigen Lage der Fronttruppen forderte das deutsche Oberkommando hartnäckigen Widerstand, da ein weiterer Rückzug die völlige Katastrophe zur Folge gehabt hätte. Infolge organisatorischer und strikter Halte-Maßnahmen, gelang es dem deutschen Oberkommando mit Hilfe der aus dem Westen herangeführten Reserven, die Verteidigung der neuen Frontlinien zu stabilisieren. Das deutsche Oberkommando hoffte, die sowjetischen Truppen in einer 6–8 km tiefen Verteidigungszone ausreichenden Widerstand leisten zu können.
Anfang Januar meldete Generaloberst Erich Hoepner an Feldmarschall von Kluge: „Der starke feindliche Druck hält an ... der Feind greift weiter an, wobei eine große Anzahl von Panzern eingesetzt wird. Im Sektor des XXXXVI. Armeekorps mot. (südlich von Wolokolamsk) erfolgten ständige Angriffe ... ständige starke Spannungen und das Fehlen jeglicher Reserven machen es unmöglich, Positionen für lange Zeit zu halten ... das Zurückziehen der Front in eine Position östlich von Gschatsk wird notwendig.“

## Beteiligte Kräfte
Bis Mitte Dezember 1941 erhielten die Truppen der Heeresgruppe Verstärkungen in der Höhe von 40.800 Mann, die sofort an den Winterkämpfen teilnahmen. Gegenüber der Kalinin- und Westfront waren auf etwa 650 Kilometer Front zwischen Selischarowo und Schisdra zehn deutsche Armeekorps sowie fünf motorisierte Korps mit 38 Infanterie-, 2 Sicherungs-, 5 motorisierten und 9 Panzerdivisionen konzentriert. An der Naht zur Heeresgruppe Nord gegenüber der Nordwestfront, entlang des Westufers des Seliger- und des Südufer des Wolga-Stausees verteidigten zwei weitere Infanteriedivisionen (32. und 123. I.D.) des II. Armeekorps der 16. Armee und der äußerste rechte Flügel (253. I.D., SS-Kavallerie-Brigade) der 9. Armee.
Heeresgruppe Mitte, Generalfeldmarschall Günther von Kluge
9. Armee, Generaloberst Walter Model
XXIII. Armeekorps, General der Infanterie Albrecht Schubert
- 253., 102., 206., 256. und 81. Infanterie-Division

VI. Armeekorps, General der Infanterie Bruno Bieler
- 339., 6., 26., 110. und 161. Infanterie-Division

XXVII. Armeekorps, Generalleutnant Joachim Witthöft
- 86., 129., 251. und 162. Infanterie-Division

3. Panzerarmee, Generaloberst Georg-Hans Reinhardt
XXXXI. Armeekorps (mot.), General der Panzertruppen Josef Harpe
- 1. und 2. Panzer-, 36. mot. Infanterie-Division

LVI. Armeekorps (mot.), General der Panzertruppe Ferdinand Schaal
- 7. Panzer- und 14. mot. Infanterie-Division, Brigade 900

V. Armeekorps, Generalleutnant Wilhelm Wetzel
- 6. Panzer-., 35., 106. und 23. Infanteriedivision

4. Panzerarmee, Generaloberst Erich Hoepner, ab 8. Januar General der Infanterie Richard Ruoff
XXXXVI. Armeekorps (mot.), General der Panzertruppe Heinrich von Vietinghoff
- SS-Reich, Teile 10. Panzer-, 5. und 11. Panzer-Division

IX. Armeekorps, General der Infanterie Hans Schmidt
- 20. Panzer-, 87., 18. und 252. Infanteriedivision

VII. Armeekorps, General der Artillerie Ernst-Eberhard Hell
- 7., 267., 197., 3. mot., 255. Infanteriedivision

4. Armee, General Ludwig Kübler, ab 20. Januar 1942 General der Infanterie Gotthard Heinrici
XX. Armeekorps, General der Infanterie Friedrich Materna
- 10. Panzer-, 183., 15., 258. und 292. Infanteriedivision

LVII. Armeekorps (mot.), General der Panzertruppe Friedrich Kirchner
- 19. Panzer-, 98. und 34. Infanteriedivision

XII. Armeekorps, General der Infanterie Walter Schroth
- 263. und 17. Infanteriedivision

XIII. Armeekorps, Generalleutnant Otto Ottenbacher
- 52., 260. und 268. Infanteriedivision

XXXXIII. Armeekorps, Generaloberst Gotthard Heinrici, ab 20. Januar Gerhard Berthold
- 137., 31., SS-Reg. 4, und 131. Infanteriedivision

XXXX. Armeekorps (mot.), General der Kavallerie Georg Stumme
- 1. Panzer-, 216., 10. mot., 403. Sicherungs- und Teile 56. Infanterie-Division

Dem Hauptquartier der Heeresgruppe Mitte wurde mitgeteilt, dass fünf frische Infanteriedivisionen herangeführt werden, die von Westeuropa nach Osten verlegt wurden. Diese waren aber Divisionen der 3. Welle, die weder in den Regimentern noch im Panzerabwehrbataillon über 50 mm Pak verfügten:
- 216. Infanterie-Division (General der Infanterie Werner von Gilsa) – voraussichtlich bis 1. Januar 1942 in Smolensk,
- 208. Infanterie-Division (General der Infanterie Hans-Karl von Scheele) – voraussichtlich bis 8. Januar 1942 in Witebsk,
- 246. Infanterie-Division (Generalleutnant Maximilian Siry) – voraussichtlich bis 16. Januar 1942 in Smolensk,
- 211. Infanterie-Division (Generalleutnant Kurt Renner) – vermutlich bis 24. Januar 1942 in Witebsk,
- 205. Infanterie-Division (Generalleutnant Ernst Richter) – voraussichtlich bis 1. Februar 1942 in Witebsk.

Rote Armee
Kalininfront (Generaloberst Iwan S. Konjew)
22. Armee (Generalleutnant Wladimir Iwanowitsch Wostruchow)
- 178., 179., 186. und 357. Schützendivision, 45. Kavalleriedivision
- 155., 158. und 362. Schützen-Division

39. Armee (Generalleutnant Iwan Iwanowitsch Maslennikow)
- 252., 256., 361., 355. und 373. Schützendivision

11. Kavalleriekorps (Oberst Nikolai Wladimirowitsch Gorin, ab 17. Januar 1942 Generalmajor Grigori Timofejewitsch Timofejew)
- 18., 24. und 82. Kavalleriedivision, im März mit der 46. und 76. Kavalleriedivision verstärkt

29. Armee (Generalmajor Wassili Iwanowitsch Schwezow)
- 183., 185., 220., 365., 369., 381. Schützendivision
- 174., 243., 246., 375. Schützendivision

31. Armee (Generalleutnant Wassili Alexandrowitsch Juschkewitsch)
- 5., 119., 247., 250., 262., 359. Schützendivision
- 46. und 54. Kavalleriedivision, später: 379. Schützendivision

30. Armee (Generalleutnant Dmitri Danilowitsch Leljuschenko)
- 107. mot.-, 251., 348., 363., 365., 371. Schützendivision

Westfront (Armeegeneral Georgi K. Schukow)
1. Stoßarmee (Generalleutnant Wassili I. Kusnezow)
- 133. Schützendivision (Oberst Fjodor Dmitrijewitsch Sacharow)
- 29., 34., 41., 44., 46., 47., 50., 55. und 56. Schützenbrigade
- 62., 71. und 84. mot. Schützenbrigade
- 17. und 44. Kavalleriedivision

20. Armee (Generalleutnant Andrei A. Wlassow)
- 331. und 352. Schützendivision
- 64. mot., 17., 28., 35., 40., 49. und 55. Schützenbrigade

2. Garde-Kavalleriekorps (Generalmajor Lew Michailowitsch Dowator, ab 19. Dezember Issa Plijew)
- 3. und 4. Garde-, 20. Kavallerie-Division
- 108., 109., 110., 112., 113. Schützenbrigade

5. Armee (Generalleutnant Leonid A. Goworow)
- 82. mot.,-19., 32., 50., 108., 144. und 336. Schützendivision
- 37., 43. und 60. Schützenbrigade, 20. Panzerbrigade
- später: 354. Schützendivision
- 8. Garde-Schützendivision (Generalmajor W. A. Rewjakin)

33. Armee (Generalleutnant Michail Grigorjewitsch Jefremow)
- 93., 110., 113., 201., 222., 338. Schützendivision
- später: 160. und 329. Schützendivision
- 9. Garde-Schützendivision (Generalmajor A. P. Beloborodow)

43. Armee (Generalleutnant Konstantin Dmitrijewitsch Golubjew)
- 1. Garde-mot. Division, 17., 53., 194. und 415. Schützendivision
- 18. Schützenbrigade

5. Luftlandekorps (Generalmajor Stepan Saweljewitsch Gurjew)
- 10. Luftlande-Brigade (Oberst Jakow Fjodorowitsch Tschebajew)
- 201. Luftlande-Brigade (Oberst Semjon Matwejewitsch Kowalow)
- 250. Luftlande-Regiment (Major N. L. Soldatow)

4. Luftlandekorps (Oberst Alexei Fjodorowitsch Lewaschew, seit 23. Februar Oberst Alexander Fjodorowitsch Kasankin)
- 8. Luftlande-Brigade (Oberstleutnant A. A. Onufriew)
- 9. Luftlande-Brigade (Oberst Iwan Ignatjewitsch Kuryschew)
- 214. Luftlande-Brigade (Oberstleutnant Kolobownikow)

49. Armee (Generalleutnant Iwan Grigorjewitsch Sacharkin)
- 5. Garde-, 60., 173. und 238. Schützendivision
- 19., 26., 30. und 34. Schützenbrigade

50. Armee (Generalleutnant Iwan Wassiljewitsch Boldin)
- 154., 217., 258., 290., 340., 413. Schützendivision
- 31. Kavallerie-Division, 32. Panzerbrigade, später: 344. Schützendivision

1. Garde-Kavalleriekorps (Generalleutnant Pawel Alexejewitsch Below)
- 1. und 2. Garde-, 41., 57. und 75. Kavalleriedivision
- 112. Panzer-Division (Oberst A. L. Getman)

10. Armee (Generalleutnant Filipp I. Golikow)
- 239., 325., 326., 330. und 385. Schützendivision

ab 27. Januar: 16. Armee (Generalleutnant Konstantin K. Rokossowski)
- 11. und 12. Garde-, 322., 323., 324., 328. Schützendivision
- 124., 126., 127. und 128. Schützen-Brigade

Brjansker Front (Generalmajor Georgi Fjodorowitsch Sacharow)
61. Armee (Generalleutnant Markian Michailowitsch Popow)
- 342., 346., 350., 356. und 387. Schützendivision
- 91. und 83. Kavallerie-Division, 68. Panzerbrigade
- 142. separate Panzerbataillon und 207. Artillerieregiment

3. Garde-Kavalleriekorps (Generalmajor Wassili Dmitrijewitsch Krjutschonkin)
- 5. und 6. Garde- und 32. Kavallerie-Division

## Planungen und neue Offensive der Kalinin- und Westfront
Die Mitte Dezember 1941 durch die sowjetischen Truppen entstandene Lücke zwischen der deutschen 2. Panzerarmee und der 4. Armee östlich von Suchinitschi konnte nicht geschlossen werden. Um die dortige Situation zu stabilisieren, wurde am 27. Dezember die motorisierte Gruppe Stumme (XXXX. Pz.K.) aufgestellt, welche der 4. Panzerarmee unterstellt wurde. Diese Gruppe umfasste die 19. Panzerdivision, die 10. motorisierte und die neu eingetroffene 216. Infanteriedivision. Mit Hilfe der Gruppe Stumme hoffte das deutsche Kommando, diese Frontlücke schließen zu können, wo bereits durchgebrochene sowjetische Einheiten Wjasma bedrohten. Die Einheiten des IX. Armeekorps hielten im Rum Moschaisk, die 339. und 208. Infanteriedivision, waren entlang der Eisenbahnstraße nach Wjasma konzentriert, Einheiten der 216. Infanteriedivision kamen aus den Raum östlich von Spas-Demensk an die Front.
Anfang Januar hatte die Spannung an den Angriffs-Abschnitten der Kalinin- und West-Front ihren Höhepunkt erreicht. Die Fronten selbst hatten keine Reserven dafür, aber auf dem linken Flügel der Nordwestfront stand das Kräfteverhältnis zugunsten der sowjetischen Truppen, hier standen frischen Truppenteilen nur wenige deutsche Truppen gegenüber. Das sowjetische Oberkommando beschloss, die sich erfolgreich entwickelnde Offensive der Westfront zu nutzen und gleichzeitig auch Operationen bei Leningrad (am Wolchow), im Donbass (südlich von Charkow) und in anderen Bereichen der sowjetisch-deutschen Front durchzuführen. Der Hauptschlag war aber wie bisher der Westfront zugedacht, ihre Aufgabe war es, die Hauptkräfte der deutschen Heeresgruppe Mitte abzuschneiden. Dafür griffen jetzt die Kalinin-, West- und Brjansk-Front gemeinsam an. Diese Fronten zählten Anfang Januar 1942 zusammen 1.245.000. Mann, etwa 8700 Kanonen und Mörser, 571 Panzer (darunter 198 mittlere) und 554 Kampfflugzeuge.
Laut der sowjetischen Militärenzyklopädie zählte die Westfront der Roten Armee 688.000 Mann, 10.900 Kanonen und Mörser, 474 Panzer und die deutsche Heeresgruppe Mitte etwa 625.000 Mann, bis zu 11.000 Kanonen und Mörser und 354 Panzer.
Die Divisionen der Westfront hatten einen etwas höheren Personalbestand, aber in einigen Armeen dieser Front war der Personalbestand der Divisionen ebenfalls gering. Bei der 5. Armee hatte die Division eine durchschnittliche Bestand von 5190 Mann, bei der 20. Armee – 5320 Mann und bei der 50. Armee – 4730 Mann. Die Divisionen der 39. Armee (9490 Mann), der 49. Armee (7530 Mann) und der 43. Armee (6920 Mann) der Westfront waren an Zahl am stärksten sowie bei der Bewaffnung am besten ausgestattet. In den Formationen der 5. Armee befanden sich pro Division durchschnittlich 5180 Mann, bei der 20. Armee 5320 und in der 50. Armee 4370 Mann. Die Panzerbrigaden hatten jeweils nur 15–20 Panzer, von denen 80–90 % leichte, veraltete Systeme waren, und die Artillerieregimenter hatten jeweils nur 11–13 Geschütze. Auch die sowjetischen Panzertruppen waren in einer schlechten Verfassung. Nur vier Panzerbrigaden (die 145., 1. Garde- und 26. Panzerbrigade sowie die 112. Panzerdivision) hatten 60-80 % der regulären Sollstärke, zudem war die Schlagkraft aufgrund des Mangels an Panzern und Artillerie gering. So betrug beispielsweise die durchschnittliche Stärke einer Schützendivisionen der 29. Armee 5560 Mann, der 30. Armee – 4900 und der 31. Armee – 5040 Mann. Bei der 112. Panzerdivision waren am 8. Januar 1942 beispielsweise nur ein T-34-Panzer und fünf T-26-Panzer einsatzbereit.
Der erste Zusammenstoß der aus dem Westen eintreffenden deutschen Divisionen erfolgte in den ersten Januartagen, als die erste Kampfgruppe der 216. I.D. eintraf, die als Blockadebrecher in der Frontlücke nach Suchinitschi geworfen wurde. Der sowjetischen 10. Armee war es gelungen, beidseitig Suchinitschi durchzubrechen und die Stadt einzuschließen. Die 324. Schützendivision (Generalmajor N. I. Kirjuchin) blockierte die Stadt, die Versorgung der „Kampfgruppe Gilsa“ erfolgte über eine Luftbrücke. Aufgrund der verbreiteten Front und Mangel an Kräften konnte das Oberkommando der 10. Armee nicht weiter vorrücken und mussten sich auf die Blockade von Suchinitschi beschränken, ohne die Stadt selbst anzugreifen.
Am 3. Januar befreite die sowjetische 33. Armee Borowsk, durchbrach die deutsche Front und wandte sich nach Norden in Richtung Wereja. Um den weiteren Durchbruch zu verhindern, übertrug Feldmarschall von Kluge das XX. Armeekorps an die 4. Panzerarmee. Da die 4. Armee den Durchbruch nicht aufhalten konnte, hatte Hitler die Aufgabe zu Gegenstößen an die 4. Panzerarmee übertragen.
Am 5. Januar 1942 fand im Kreml ein Treffen des Hauptquartiers des Obersten Oberkommandos statt, an dem neben Stalin und K. J. Woroschilow auch G. K. Schukow, B. M. Schaposchnikow, G. M. Malenkow und N. A. Wosnessenski teilnahmen. Bei diesem Treffen wurde das Vorgehen bei der neu geplanten Operation westlich von Moskau besprochen. Nachdem Stalin die im Dezember erzielten Erfolge bei Moskau überschätzt hatte, hielt er es für notwendig, die groß angelegten Offensivoperationen gleichzeitig in mehrere Richtungen durchzuführen, wobei entscheidende Aufgaben gestellt wurden, um die vollständige Niederlage der deutschen Wehrmacht bereits im Frühjahr 1942 zu erzwingen. Diese Lösung entsprach aber noch nicht der realen Kampfkraft der Roten Armee und führte zur Schwächung der Angriffstruppen in der Hauptstoßrichtung nach Wjasma.
In der Stawka-Weisung vom 7. Januar war vorgegeben, den ersten Angriff am rechten Flügel der Kalininfront in den Raum nordwestlich von Rschew bis Sytschowka und den linken Flügel der Westfront nach Juchnow und Wjasma anzusetzen. Nach dem Plan des Obersten Oberkommandos war eine doppelte Einkreisung geplant, da die Truppen der 3. und 4. Stoßarmee der Nordwestfront nach Rudnja (60 km westlich von Smolensk) vorrücken und die Eisenbahnstrecke Smolensk-Polozk unterbrechen sollten. Zwei Fronten sollten mit zusammen vierzehn Armeen (22., 29., 39., 31., 30., 1. Stoß-, 20., 5., 16., 43., 33., 49., 50. und 10. Armee, drei Kavalleriekorps) unter Einbeziehung dreier Luftarmeen an der Operation teilnehmen. Um die deutsche Gruppierung im Raum Wjasma schneller einzukreisen, war geplant, den Angriff später durch Luftlandungen westlich der Stadt zu unterstützen.
Die Kalinin-Front bestand aus der 22., 39., 29., 31., 30. Armee und dem 11. Kavalleriekorps – insgesamt 32 Schützen-, 1 motorisierte Schützen- und 5 Kavallerie-Division, 2 Panzer-Brigaden, 4 separate Panzerbataillone, 8 Ski-Bataillone mit etwa 520.000 Mann. Angestrebt war es diese Armeetruppen auf die Linie Sytschowka, Gnesdowo, nördliches Vorfeld von Rschew (Plotnikowo-Woljnowo-Mischino) und in den Raum nördlich von Lotoschino vorzuführen. Westlich von Rschew überquerten Einheiten der sowjetischen 39. Armee das Eis der Wolga, besetzten Monchalowo und unterbrachen die Eisenbahnstrecke Rschew-Welikije Luki. Die Kalinin-Front hatte aus dem Gebiet westlich von Rschew in Richtung Sytschowka mit der Aufgabe anzugreifen, die Eisenbahn und die Rollbahn Gschatsk – Smolensk westlich von Wjasma abzuschneiden und den Gegner der rückwärtigen Linien zu berauben. Davor sollte die deutsche 9. Armee von den Verbänden der Westfront auf die Linie Moschaisk-Gschatsk-Wjasma gedrängt werden.
Nach den Weisungen der Stawka vom 6. und 8. Januar hatten die Truppen der Westfront Wjasma anzugreifen und einzunehmen. Der rechte Flügel der Westfront- die 1. Stoß-, 20. und 16. Armee hatte aus dem Raum Wolokolamsk nach Gschatzk vorzurücken; die Mitte (5. und 33. Armee) sollte von Moschaisk von Süden umgehen; die verbleibenden Streitkräfte der Front (43., 49., 50. Armee und Kavalleriegruppe Below) sollten die Verteidigung der deutschen 4. Armee zwischen Kondrowo-Juchnow-Medyn in nordwestlicher Richtung überrennen und dann auf Wjasma einschwenken, um die deutsche Gruppierung vor Moschaisk und Gschatsk umfassen und zusammen mit der Kalinin-Front abzuschneiden. Zum Hauptschlag in Richtung Juchnow-Wjasma wurde die 50. Armee und die Kavalleriegruppe Below angesetzt, die 10. Armee sollte im Raum Juchnow nach Westen und Südwesten angreifen.
Die Westfront umfasste auf einer Front von mehr als 500 km insgesamt 45 Schützen-, 12 Kavallerie-, 1 Panzer-Division, 26 Schützen-, 2 Luft- 13 Panzer-Brigaden und bis zu 30 Artillerie-Regimenter mit 688.000 Mann. Wenn wir das 4. Luftlandekorps und die 61. Armee hinzufügen, die während der Operation eingesetzt wurden, zählten die Truppen 713.100 Mann, 10.900 Kanonen und Mörser, 474 Panzer.
Anfang Januar verfügten die Luftstreitkräfte der beiden Fronten über 331 einsatzfähige Flugzeuge, darunter 218 Bomber, 18 Angriffsflugzeuge und 95 Jäger. Darüber hinaus die Luftfahrt des Moskauer Militärbezirks und des 6. Fliegerkampfkorps, Luftkampfgruppen der Generäle I. F. Petrow und J. M. Nikolajenko, Formationen der Langstreckenbomberluftfahrt des Oberkommandos sowie der Luftfahrt der Reserve des Hauptquartiers des Oberkommandos – insgesamt 1375 kampfbereite Flugzeuge. Wenn wir die Luftfahrt der Nordwestfront berücksichtigen – 1422 Flugzeuge.

## Verlauf

### Kämpfe an der Kalininfront
Am 8. Januar begannen die Hauptstoßgruppen der Kalinin-Front die Offensive auf Rschew, am nächsten Tag begannen auch die Truppen des linken Flügels (31. und 22. Armee) die Offensive. Die Nordwestfront startete am 9. Januar in der Toropez-Cholmer Operation mit der 3. und 4. Stoßarmee die Offensive, die Westfront mit dem rechten Flügel folgte erst am 10. Januar. Der linke Flügel und die Mitte der Westfront gingen erst Anfang der zweiten Januarhälfte in die Offensive über.
Bei der Kalinin- und die West-Front verfügten die Panzerbrigaden nur zwischen 15 und 20 Panzer und die Artillerie-Regimenter jeweils nur über 11 bis 13 Kanonen. Für den Vorstoß auf Nelidowo wurde die 22. Armee durch die 155., 158., 362. und 360. Schützen-Division verstärkt. In der Offensive standen die 119. (später die 17. Garde-), die 178. (bald der 31. Armee unterstellt) und die 186. Schützen-Division. Am 8. Januar durchbrachen Truppen der 29. und 39. Armee die deutsche Verteidigung westlich von Rschew und stürmten nach Süden vor.
Bis zum 19. Januar versuchten die 174., 246. und 252. Schützendivision, über die Dörfer Lasarewo, Spas-Mitkowo, Redkino und Burmusowo am linken und rechten Ufer der Wolga nach Rschew durchzubrechen. Sie rückten unter schwerem Artilleriefeuer und Luftangriffen entlang der Wolga vor, schlugen zahlreiche deutsche Gegenangriffe zurück – konnten aber die Stadt Rschew nicht erreichen. Der erbitterte Widerstand der Deutschen wurde durch die dreitägigen Kämpfe des Schützenregiments 908 der 246. Schützendivision um den Besitz des Dorfes Nechajewo belegt.
Am 22. Januar startete die deutsche 9. Armee starke Gegenangriffe gegen die westlich von Rschew durchgebrochenen Einheiten der Roten Armee. An beiden Ufern der Wolga – von Westen von Molodoj Tud und von Osten von Rschew her – begannen die deutschen Truppen vom 8. Fliegerkorps unterstützt – mit Gegenangriffen. Teile des deutschen VI. Armeekorps – die Gruppen des Generals Max Lindig (Artko der 122. I.D.) und Recke (161. I.D.) rückten aus dem Osten vor, die 206. Infanterie-Division und die SS-Kavallerie-Brigade „Fegelein“ des XXIII. Armeekorps drängten deren Angriffskeilen entgegen. Ein erster Einbruch gelang im Abschnitt der 246. Schützendivision, deren Einheiten an beiden Ufern der Wolga mit zu breiter Front kämpften, nachdem die 252. Schützendivision von der 29. Armee zur 39. Armee verlegt worden waren. Die deutsche Truppen, welche die Dörfer Kluschino, Burgowo, Rjasantsewo, Schukowo, Noschkino, Kokoschkino in Nahkämpfen besetzt hatten, erreichten bis zum Abend des 22. Januar die Höhe an der Einmündung des Flusses Sischka in die Wolga.
Am 23. Januar um 12:45 Uhr trafen sich die deutschen Angriffszangen im Dorf Solomino, nördlich der Straße Rschew-Molodoj Tud zusammen. Am 23. Januar konnten die deutschen Truppen durch Gegenangriffe aus den Raum Rschew (206. und 161. I.D.) und Olenino (SS-Brigade, 206. I.D.) den Hauptdurchgang des sowjetischen Einbruchskorridor abzuschneiden, wodurch der 29., 39. Armee und des 11. Kavalleriekorps der Nachschub verloren ging. Die isolierten sowjetischen Einheiten konnten den Kontakt zur Front nur mehr durch einen schmalen Korridor zwischen den Städten Nelidowo und Bely aufrechterhalten.
Damit gerieten bedeutende Kräfte der Kalinin-Front – die 29. und 39. Armee sowie das 11. Kavalleriekorps westlich und südwestlich von Rschew und Sytschowka in eine Einkreisung. Der Kommandeur der Luftarmee der Kalinin-Front, General Rudenko, wurde beauftragt, die eingekreisten Armeen auf dem Luftweg Waffen, Munition, Medikamenten und Lebensmitteln zu versorgen. Am gleichen Tag übernahm die 20. Panzerdivision den Schutz an der Südflanke der 4. Panzerarmee, sie führte bis zum 1. Februar zwischen den Dörfern Iwanowskoje-Bukari-Tulisowo Gegenangriffe im Brückenkopf am Istra-Abschnitt und nahm Bukanowo zurück. Bis zum Abend des 25. Januar war die sowjetische 29. Armee von den Hauptstreitkräften abgeschnitten werden und kämpfte mehr als zwei Wochen lang in der Einkreisung. Am Morgen des 26. Januar brachen Truppen des sowjetischen 11. Kavalleriekorps von General Sokolow im Raum westlich von Wjasma durch, umging die Stadt von der Nordwestseite und konnte die Rollbahn nach Minsk und die Eisenbahn nach Smolensk unterbrechen. Nachdem Stalin davon erfahren hatte, forderte er die anderen Truppen der Westfront auf, schneller in die Region Wjasma vorzudringen. In Anbetracht der Umstände befahl Schukow den Kommandeuren der 33., 43. und 50. Armee sowie des 1. Garde-Kavalleriekorps energischer anzugreifen und alle Reserven im Raum Wjasma zu forcieren.

### Angriffe an der Westfront
Am 10. Januar begannen auch die Truppen der Westfront ihre Offensive. Am rechten Flügel der Westfront nutzte Schukow die vorteilhafte Position der 20. Armee, die aus einen Brückenkopf am Westufer des Flusses Lama auf der Rollbahn von Wolokolamsk vorrücken konnte, ein Umstand der die Materialversorgung während der Offensive erleichterte. Hier wurde eine Stoßgruppe gebildet, welche mit Kavallerie-, Schützen- und Skiformationen der 1. Stoß- und 16. Armee verstärkt wurde. Hier wurde eine hohe Truppendichte erreicht, welche den Gegner um ein Vielfaches an Stärke und Mitteln übertreffen konnte. Die 5. und 33. Armee operierten im Zentrum der Offensivzone der Westfront. Nachdem diese den hartnäckigen deutschen Widerstand gebrochen hatten, konnten die Städte Moschaisk, Wereja, Medyn, Kirow und Ljudinowo erreicht werden. Der Durchbruch der deutschen Verteidigung am rechten Flügel der Westfront durch die Streitkräfte des 1. Stoßarmee, der 20. und 16. Armee im Raum Wolokolamsk und Schachowska schuf die Voraussetzungen zum Vorstoß auf Sytschowka und zur Abschneidung der deutschen Gruppierung bei Rschew aus dem Osten. Zudem war ein Durchbruch in der Mitte der Westfront nötig, um die gegnerische Verteidigung in Richtung Wjasma zu durchbrechen und die deutsche Gruppierung bei Wjasma von Südosten her abzuschneiden. Die Temperatur schwankte an diesem Tag zwischen 25 und 35 Grad unter Null. Die Hauptgruppierung an der linken Flanke der 33. Armee – die 113., 1. Garde- und 338. Schützendivision – rückte von Süden und Südwesten auf Wereja vor, nachdem sie die Verteidigung der deutschen 15. und Teilen der 267. Infanterie-Division in der Angriffszone überwunden hatte. Die 222. Schützendivision (Oberst F. A. Bobrow) rückte auf der rechten Flanke zusammen mit der linken Flanke der 5. Armee – der 32. Schützendivision vor – und kämpfte an der Linie Simbuchowo – östlich Schenatkino. Die vorrückenden Teile der 110. Schützendivision kämpfte vor Guljaew Gora und im Wald südlich davon, davor operierten Einheiten der 183. Schützendivision. Gegenüber der 222. Schützendivision operieren Einheiten der deutschen 292. und 258. Infanterie-Division. Der Abschnitt am Fluss Isma wurde von Krestjanka bis Sirino, Knjazewoje von der Gruppe des Obersten Chevallerie verteidigt.
Die 93. Schützendivision (Generalmajor K. M. Jerstow) traf an der Linie Peremeschaewo – Blagoweschchenskoje – nordwestlich von Goltjaewo – Jegorje auf die Verteidigung der 267. Infanterie-Division. Auf der linken Armeeflanke kämpfte die 51. Schützendivision bei Waljutino und Lewino. Die 338. Schützendivision (Oberst W. G. Kutschinew), die aus der Linie Luchny, Malomachowo, Sowjaki vorstieß, konzentrierte sich auf das Gebiet Nowo-Borisowo und den Wälder westlich von Nowo-Borisowo, um die Offensive zusammen mit der 113. Schützen- und 1. Gardeschützen-Division entlang der Straße Jegorje nach Wereja zu entwickeln. Die auf Wereja vorrückenden 110. und 222. Schützendivision unterbrachen die Verbindungen des deutschen XX. Armeekorps. Die Stadt Moschaisk wurde von der sowjetischen 5. Armee zurückgenommen, worauf Generaloberst Hoepner die 4. Panzerarmee zwingend zurücknehmen musste, um einer drohenden Einkesselung zu entgehen. Ohne die Bestätigung des Oberkommandos abzuwarten, befahl der Kommandeur der 4. Panzerarmee, Generaloberst Hoepner, den Rückzug des Korps. Hitler befahl Hoepners „Ausschluss aus der Wehrmacht mit allen sich daraus ergebenden Konsequenzen“. Neuer Kommandeur der 4. Panzerarmee wurde General der Infanterie Richard Ruoff, der zuvor Kommandierender General des V. Armeekorps war. In den Kämpfen um die Eroberung von Wereja verlor die 33 Armee mehr als 2.000 Menschen, die getötet, verwundet und vermisst wurden.
Bis zum Abend des 10. Januar konnten die Truppen der 20. Armee nur mehr zwischen 2 und 3 km in der Angriffsrichtung vordringen und gingen wieder in die Defensive. Im Abschnitt der 1. Stoßarmee und der 16. Armee war der Erfolg noch bescheidener. Die 56. Schützenbrigade der 1. Stoßarmee konnte noch in den ersten deutschen Graben eindringen, die Angriff der 2. Garde-Schützenbrigade zerschellte vollständig am gegnerischen Abwehrfeuer. Auf dem rechten Flügel setzte sich langwierige Kämpfe an den Grenzen der Flüsse Lama und Rusa fort, in der Mitte und auf dem linken Flügel rückte die Rote Armee in Richtung Moschaisk, Medyn und Juchnow vor. Die Einheiten der 10. Armee konnten Suchinitschi vollständig umzingeln und erreichten den Raum Kirow.
Der Angriffskeil des linken Flügels der Nordwestfront war operativ nachteilig von den Angriffen der Kalinin- und Westfront zu weit isoliert und in eine Richtung ausgeführt, welche es der deutschen Verteidigung ermöglichte, zwischen den Krisenabschnitten zu manövrieren, indem die verfügbaren Eisenbahnen und Autobahnen benutzt werden konnten. Die Situation der Roten Armee erforderte in dieser Phase eher eine Konzentration und keine Verteilung der Angriffskräfte. Die meteorologischen Bedingungen waren für die Truppen nicht günstig. Die durchschnittliche Tagestemperatur erreichte eine Minusperiode zwischen 34 und 40°, die Situation wurde durch Schneefälle, Schneestürme und kalte Winde verkompliziert.
Am 11. Januar befreite die 10. Armee Kirow, war jedoch vier Tage später einem starken Gegenangriff deutscher Truppen ausgesetzt. Infolgedessen wurden ihre Formationen nördlich von Ljudinowo, nordwestlich und nordöstlich von Schisdra zurückgeworfen, wo sie in die Defensive gedrängt wurde. Einheiten der 20. Armee mussten bereits mehrere deutsche Gegenangriffe abwehren und hatten nur mehr geringe Fortschritte. Mit der Einführung der zweiten Staffeln in die Schlacht, konnte die 20. Armee aber am 12. Januar den Durchbruch erzielen und rückte an einem Tag bis zu 5 km tief vor. Die Verbände der 1. Stoßarmee vertrieben mit der 56., die 2. Garde- und die 44. Schützenbrigade den Gegner nach hartnäckigen Angriffen aus Gusewo und aus der stark befestigten Festung Spas-Pomaschkino.
Die Truppen der deutschen 4. Armee erhielten die Aufgabe, die Rollbahn von Roslawl nach Juchnow wieder zu öffnen und den südlichen Wendepunkt, der sich im Raum südlich und östlich von Juchnow befand, unbedingt zu halten. Dafür wurden Einheiten der 4. Armee vom Frontvorsprung in Richtung Kaluga abgezogen, um Kräfte freizusetzen, welche die Front südlich von Juchnow verstärkte und die Lücke nördlich von Medyn schließen sollten. Mindestens eine Division der 4. Armee griff in Richtung auf Schanski an, Teile der 4. Panzerarmee in Richtung Peredel vor. Die Truppen der 2. Panzerarmee versuchten in Richtung Koselsk, Suchinitschi entgegen zu stoßen – mit dem Ziel, „den feindlichen Keil zu verengen, seine Südflanke vorzuschieben und die Voraussetzungen für die spätere Einfassung des Keils östlich der Straße Suchinitschi-Juchnow zu schaffen“.
Um den operativen Durchbruch zu erzielen, führte Schukow am Morgen des 13. Januar in der Offensivzone der 20. Armee das 2. Garde-Kavalleriekorps, die unabhängige 22. Panzerbrigade und 5 Skibataillone in die Schlacht ein. Das Oberkommando der deutschen 3. Panzerarmee unternahm seinerseits eine Reihe starker Gegenangriffe auf die linke Flanke der 1. Stoßarmee durch Einheiten der 23. Infanteriedivision und der SS-Brigade 900, um die Flanke und den Rücken der 20. Armee zu erreichen und die verlorene Position wiederherzustellen.

### Deutscher Rückzug
Bis Mitte Januar war die Front der Kalinin-Front und der Angriffstruppen bei Olenino nach Westen und Osten bereits tief verzweigt. Nachdem die 22. Armee den Raum nördlich von Bely erreicht hatte, drängte sie die deutsche Gruppierung in Richtung Olenino zurück während die 39. Armee im Rücken der deutschen Truppen bei Sytschowka stand. Die Deutschen zogen die Hauptkräfte die von Naro-Fominsk und Borowsk zurückgegangen waren, nach Juchnow zurück. Truppenteile von Moschaisk und Kaluga wurden hierher verlegt. Die Stadt Juchnow und die Front entlang der Flanken wurden durch Einheiten der 252., 292., 258., 183. und 15. Infanteriedivision gesichert. Teile der sowjetischen 50. Armee und der 1. Garde-Kavalleriekorps umgingen Juchnow von Süden und Südosten, die Truppen der 43. und 49. Armee von Norden und Nordosten.
Mitte Januar setzten Frosttage und -nächte ein, deutsche Flugzeuge bombardierten und feuerten fast ununterbrochen auf die im Korridor eingebrochenen sowjetischen Einheiten. Der Oberbefehlshaber der Heeresgruppe Mitte befahl sich „in kleinen Schritten zurückzuziehen“, den Feind keine unbeschädigte militärische Ausrüstung zu überlassen, alle Siedlungen in Brand zu setzen und die Öfen in die Luft zu sprengen. Am 14. Januar wurde Medyn befreit, die sowjetische 5. Armee eroberte Dorohowo und Rusa zurück. Südlich davon erreichten die Hauptkräfte der sowjetischen 20. Armee am Abend des 15. Januar die dritte deutsche Verteidigungslinie südlich von Schachowskaja. Die deutschen Truppen widersetzten sich in der „Winterstellung“ hartnäckig und stoppten den Vormarsch der Stoßgruppe der 1. Stoßarmee.
Die Armeen des rechten Flügels der Westfront hatten weitere Erfolge: Lotoschino wurde am 16. Januar befreit, Schachowskaja am 17. Januar, am 20. Januar wurde Moschaisk befreit und die Eisenbahnstrecke Moskau-Rschew wurde unterbrochen. Bei den heftigen Kämpfen um Wereja brachen die sowjetischen Truppen am Abend des 16. Januar in die Außenbezirke der Stadt ein. Die 222., 110. und 113. Schützendivision sowie das Schützenregiment 1138 vernichten in voller Zusammenarbeit deutschen Widerstand im Raum Werejas und erreichen bis zum Abend des 19. Januar: die 222. Schützendivision die Linie Kulakowo, Kurlowo, Ratowo. Die 110. Schützendivision die Linie Fedjuschkino, Nov. Zybinka, Kamenka und die 113. Schützendivision Wassiljewo, Panowo, Jastrebowo. Gegen diese Vorstöße setzte die deutsche 4. Armee das 313. Polizeibataillon und außerdem baldmöglichst ein Regiment der 52. Infanteriedivision ein, weitere Kräfte standen der 4. Armee nicht zur Verfügung.
Am 16. Januar um 10 Uhr morgens gingen die Formationen der ersten Staffel der 1. Stoßarmee daran, die deutsche Truppen entlang der gesamten Front zu verfolgen. Sie zerschlugen die deutsche Nachhut und rückten tagsüber 12-15 km tief vor. Am Morgen des 19. Januar erreichten die Truppen der 1. Stoßarmee die Linie Dulepowo, Jakutino, Tarasowo (bis zu 30 km westlich des Lama-Flusses).
Die Truppen der Westfront befreiten am 17. Januar die Stadt Rusa und die Bahnstation Schachowskaja. Der Durchbruch der deutschen Verteidigung am Lama-Abschnitt schuf die Voraussetzung für weitere Erfolge in der Angriffsrichtung nach Gschatsk sowie die Bedrohung der Flanke der deutschen 4. Panzerarmee.
Der Hals im Durchbruchs-Korridor im Bereich der Dörfer Noschkino und Kokoschkino wurde als „feuriger Korridor“ bezeichnet. Die Kämpfe des im Abschnitt der 33. Armee eingeführten 1. Garde-Kavalleriekorps begannen am 14. Januar auf der Bahnstrecke Lobkowo – Schelanja, deren Kavallerie stürmte aus südöstlicher Richtung nach Wjasma vor. Das Kavalleriekorps Below bestand aus der 1. und 2. Garde, der 41., 57. und 75. Kavalleriedivision sowie mehreren Skibataillonen mit zusammen 19.260 Personen. Das 1. Garde-Kavalleriedivision (Generalmajor N. S. Oslikowski) zählte am 20. Januar 5750 Reiter, das 2. Garde-Kavalleriedivision (Generalmajor W. K. Baranow) zählte 5750 Mann. Die 3 leichten Kavalleriedivisionen war zunächst zahlenmäßig schwächer als die Garde-Kavallerie. Die 41. Kavalleriedivision hatte 1291. Mann, die 57. Kavalleriedivision zählte 1706 Personen und die 75. Kavalleriedivision 2760 Mann, die beigefügten Skibataillone zählten nach verschiedenen Quellen 800 bis 2 000 Mann.
Am 16. Januar befahl der Oberbefehlshaber der 4. Armee, mit dem sofortigen Rückzug aus dem Frontvorsprung von Kaluga zu beginnen. Nach einem Gespräch mit Hitler proklamierte der Oberbefehlshaber der Heeresgruppe Mitte am 18. Januar die neuen Aufgaben für die Truppe: frühestens am 23. Januar Rückzug der linken Flanke der 4. Armee auf Winterstellungen, am 24. Januar der Hauptstreitkräfte der 4. und 3. Panzerarmee und der Deckungseinheiten am 25. Januar.
Die Divisionen der 29. Armee rückten unter schwerem Artilleriefeuer und Luftangriffen entlang der Wolga vor und schlugen zahlreiche deutsche Gegenangriffe zurück. Der erbitterte Widerstand wurde durch die tagelangen Kämpfe des Schützenregimentes 908 der 246. Schützendivision bei der Eroberung des Dorfes Nechajewo belegt, wobei am 17. Januar der Kommandeur des Regiments, Major W. S. Perewosnikow gefallen war. Die 185. Schützendivision (Oberstleutnant Stanisław Popławski) der 29. Armee kämpfte um das Dorf Tolstikowo, das 10 Kilometer von Rschew entfernt war. Links davon rückte die 183. Schützendivision (Generalmajor K. W. Komissarow) auf die Dörfer Perchurowo und Schunino vor, um über Murawjewo, das 5 Kilometer westlich davon lag, nach Rschew durchzudringen. Rechts davon rückte die 381. Schützendivision (Generalmajor B. S. Maslow) vor. In heftigen Kämpfen vom 17. bis 20. Januar wechselten die Dörfer Tolstikowo, Perchurowo, Schunino, Murawjewo mehrmals den Besitzer. Die Angriffe der 29. Armee wurden zumeist ohne Unterstützung von Panzern und Flugzeugen bei Frost von – 25 bis 30 Grad, durchgeführt. Es bildeten sich dabei Lücken zwischen den Divisionen, die in Kämpfen geschwächt waren, es gab folglich auch keine durchgehende Frontlinie.
Bis zum 19. Januar versuchten die Truppen der sowjetischen 29. Armee – die 174., 246. und 252. Schützendivision – über die Dörfer Lasarewo, Mitkowo, Spas-Mitkowo, Redkino und Burmusowo am linken und rechten Ufer der Wolga nach Rschew durchzubrechen.
Die 1. Stoßarmee (General W. I. Kusnezow) wurde auf Stalins Befehl aus dem Hauptangriffsfeld abgezogen und in Reserve gesetzt, die 20. Armee musste ihre Front verlängern und wurde von den Deutschen im Raum Gschatsk gestoppt. Entgegen dem Plan von G. K. Schukow wurde die 1. Stoßarmee in die Region Demjansk verlegt, zudem wurde damit begonnen, Teile der 16. Armee nach Süden umzugruppieren. Das wurde damit begründet, dass die 10. Armee (Generalleutnant F. I. Golikow) den Auftrag hatte, Kirow zu erobern und zur Eisenbahnlinie Wjasma-Brjansk vorzustoßen sollte – die Verstärkungen sollten zur Entwicklung der Hauptoffensive auf Wjasma beitragen. Das Hauptquartier der 16. Armee wurde angewiesen, in das Gebiet von Suchinitschi zu verlegen, um auch das Kommando über die Einheiten der 10. Armee zu übernehmen, den Widerstand neu zu organisieren und verlorene Positionen zurückzunehmen. Diese Aufgabe sollte bis zum 29. Januar abgeschlossen werden.
Im Süden brachen auch die rechts eingesetzten Schützendivisionen der 43. Armee nach Westen durch, wodurch sich an der Naht der 33. und 43. Armee ein von den deutschen Truppen verteidigter Korridor mit einer Breite von etwa 35 bis 40 km gebildet hatte. Schukow beschloss, diesen Umstand sofort zu nutzen und die Truppen der 33. Armee durch diese Lücke nach vorne zu bringen. Er befahl den Kommandanten der 33. Armee: „Gleichzeitig mit der Liquidierung des Feindes in Wereja sollten die Hauptkräfte der Armee vom Morgen des 17. Januar in einem Gewaltmarsch nach Dubna im Gebiet Samiskoje vorgehen um die zusätzliche Aufgabe zu lösen, je nach Situation, Wjasma anzugreifen oder von Südwesten zu umgehen.“
Am 19. Januar wurden die Städte Wereja und Kondrowo, am 22. Januar wurde Uwrowka befreit. Die 5. Armee konnte sich mangels Kräften nicht weiter an den Angriffen beteiligen und führte den ganzen Februar über, blutige Kämpfe am Fluss Worja. Die sowjetische Truppen erreichten den deutschen Widerstandsknoten Wassilkowski und hielten diese Linie auf Kosten von Tausenden von Soldatenleben. Das Gebiet in der Nähe der Straße, die vom Dorf Uwarowka zum Dorf Semjonowskoje führte, wurde zum „Todestal“ der sowjetischen Truppen.

### Luftlandeoperation im Raum Wjasma
Nachdem die Offensive der Kalinin- und Westfront bereits festzulaufen drohte, beschloss die Stawka zur Unterstützung im Durchbruchsraum zusätzliche Fallschirmjäger einzusetzen. Um zu verhindern, dass sich die deutschen Kräfte aus der geplanten Einkreisung entziehen, beschloss das sowjetische Oberkommando, die Truppen im Raum Wjasma abzusetzen und die Eisenbahn- und die Autobahnlinie Wjasma-Smolensk abzuschneiden. Um das 1. Garde-Kavalleriekorps von General Below zu unterstützen, beschloss die Stawka einen Fallschirmangriff anzusetzen und die dafür bestimmten Truppen im Raum Snamenka und Schelanje zu landen. Eingesetzt wurde zunächst die 201. Luftlandebrigade und das 250. Luftlanderegiment (Major N. L. Soldatow), die vom 18. bis 22. Januar südlich von Wjasma abgesetzt wurden. Nicht das Hauptquartier der Westfront, sondern das Oberkommando der roten Luftlandetruppen unter der Leitung von Generalmajor W. A. Glasunow bereitete die Landungsoperation vor. Notwendige Informationen über die deutsche Truppenstärke im Landungsraum waren nicht verfügbar. All dies wirkte sich bald negativ auf den Ablauf der Operation aus, obwohl der Plan der damaligen Situation entsprach und die Operation bei entsprechender Vorbereitung erfolgreich hätte sein können.
Am 18. Januar begann das 5. Luftlandekorps (Generalmajor S. S. Gurjew) mit den Luftlandeoperationen im Raum Wjasma. Bis zu 10.000 Fallschirmjäger operierten dann im Rücken des Gegners und zogen bis zum 25. Mai bedeutende deutsche Streitkräfte auf sich. Die Landung erfolgte nachts – die erste Gruppe von Fallschirmjägern, bestehend aus der 201. Luftlandebrigade und dem 250. Luftlanderegiment, landete im Raum südlich von Wjasma bis zum Morgen des 22. Januar im Rücken der deutschen Truppen. Gleichzeitig versuchten diese Luftlandetruppen die Kämpfe der 33., 43. und 49. Armee bei der Einkreisung der deutschen Gruppierung bei Juchnow zu unterstützen.
Um die Gruppe von General Below zu verstärken und die Verbindung zum 11. Kavalleriekorps schneller herzustellen, wurde von der Stawka beschlossen, eine weitere Landeoperation mit Truppen des 4. Luftlandekorps durchzuführen. Unter Befehl des Korpskommandanten, Generalmajor A. F. Lewaschew wurden am 26. Januar folgende Aufgaben definiert: Die hartnäckige Rundumverteidigung von Gridino, südlicher Stadtrand von Beresniki und Gorjanowo, Orechowo und der Höhe 213, sowie Abwehr deutscher Reserven, die aus Rjanewo und Dorogobusch herangeführt wurden.
Am 27. Januar landeten weitere Teile der 8. Luftlande-Brigade in der Region Wjasma. Von 2.300 Mann, die im Gebiet von Ozerechny abgesprungen waren, konnte sich nur 1.300 am Boden versammeln, in den ersten 2-3 Tagen nach dem Abwurf konnten nur etwa 30 bis 50 % der Fracht eingesammelt werden. Ungefähr 25 % der Flugzeuge kehrten zum Flugplatz zurück, ohne ihre Mission zu erfüllen. Die 8. Luftlandebrigade (Oberstleutnant A. A. Onufriew) wurde unter dem Schutz einer zuvor gelandeten Jägerabteilung in das angegebene Gebiet geworfen, um einen Landeplatz für den Rest des Korps zu sichern und die Verteidigung der Linie Rebrowo-Gridino-südlicher Ortsrand von Beresniki vorzubereiten. Nach der Landung verteidigte die Brigade die Linie von Gorjanowo, Iwanniki, Popowo und verhinderte die Annäherung deutscher Reserven aus dem Westen. Innerhalb von 7 Tagen wurden 3 Bataillone der 8. Luftlandebrigade südwestlich von Wjasma abgesetzt. Den Kavalleristen gelang es, von Norden nach Wjasma durchzubrechen und die Autobahn Wjasma-Smolensk zu unterbrechen, und der mobilen Gruppe gelang es, sich mit der 8. Luftlandebrigade im Gebiet Znamenka zu verbinden, aber dies waren die letzten Erfolge unserer Truppen in Raum Wjasma. Die gelandeten Fallschirmjäger versuchten die Eisenbahn und die Rollbahn westlich von Wjasma zu unterbrechen, doch sie wurden umzingelt. Einheiten des 1. Garde-Kavalleriekorps konnte sie befreien, die Überreste wurden später dem Korps des Generalmajor P. A. Below unterstellt. Die 214. Luftlandebrigade, ein separates Panzerbataillon und ein Artilleriebataillon des Korps wurde nach der Landung im Gebiet Wysotskoje, Pleschkowo und Uwarowo stationiert und bereite sich darauf vor, die 8. und 9. Luftlandebrigade mit Gegenangriffen zu unterstützen.
Bis zum 1. Februar drei Bataillone der 8. Luftlandebrigade mit einer Gesamtzahl von 2.497 Mann sowie 34,4 Tonnen Fracht in dem festgelegten Gebiet gelandet. Der Abwurf selbst war erfolglos: Der größte Teil der Fracht ging verloren und die Menschen wurden über ein großes Gebiet verstreut. Infolgedessen kamen nach der Landung nur etwa 1.300 Menschen zum Versammlungsort. Trotz aller Schwierigkeiten begannen die Fallschirmjäger mit aktiven Operationen hinter den feindlichen Linien und versuchten die deutsche Kommunikation westlich von Wjasma zu unterbrechen. In wenigen Tagen gelang es ihnen, bestimmte Eisenbahn- und Autobahnabschnitte außer Gefecht zu setzen, eine Reihe von Siedlungen in Besitz zu nehmen und die Hauptquartiere mehrerer deutscher Einheiten zu beseitigen. Bald waren auch die Truppen der 8. Luftlande-Brigade umzingelt und Einheiten des 1. Garde-Kavalleriekorps wurden zu ihrer Rettung geschickt.

### Neue Angriffe der Kalininfront
In den ersten Februartagen wurde der Munitionsverbrauch der 29. Armee auf eine oder zwei Granaten pro Tag und Geschütz, auf zwei oder drei Minen pro Mörser beschränkt. Um die Eingekreisten freizukämpfen, befahl der Frontkommandant I. S. Konjew die 30. Armee unter Generalmajor D. D. Leljuschenko in die Region Rschew zu verlegen. Eine Offensive durch die 30. Armee wurde bei Pogoreloje Gorodischche angesetzt und fand unter schwierigsten Bedingungen statt. Es gab nur wenige Panzer und fast keinen Luftschutz für die Bodentruppen. Während dieser Kämpfe wurden Dutzende von Dörfern an beiden Ufern der Wolga – Klepenino, Solomino, Lebsino, Usowo, Petelino, Neljubino, Noschkino, Kokoschkino – vollständig zerstört.
Schon am 29. Januar war es der 22. Armee gelungen, mit der 119. Schützen-Division (Generalmajor A. D. Beresin) die Stadt Bely vollständig zurückzuerobern. Bis zum 2. Februar versäumte Konjew aber, für die Offensive einen Schwerpunkt vorzugeben, man führte die Formationen auf zu breiter Front in die Kämpfe ein. Unterwegs ließ man Gruppen zurück, ohne für angemessene Unterstützung durch Artillerie zu sorgen. Anstatt mit dem Ziel anzugreifen, sich mit den Einheiten von General Leljuschenko zu verbinden, ging die 29. Armee zudem an seiner linken Flanke in die Defensive über. Konjew hob diese Entscheidung aber auf und befahl General Schwezow mit seinen Armeetruppen weiter vorzurücken. Die 31. Armee unter General Juschkewitsch ging unter der Deckung von 200 Maschinengewehrschützen – die eingesetzt wurden, um die Gegenangriffe zweier deutscher Bataillone aufzuhalten – in die Defensive. Die 29. Armee versuchte die deutsche Umklammerung zu überwinden, indem General Maslennikow seine Truppen von Sytschowka in nordwestlicher und westlicher Richtung angreifen ließ.
Am Abend am 3. Februar gelang es den deutschen Truppen ihrerseits, an der Naht zwischen der 252. (Oberst V. K. Urbanowitsch) und 262. Schützendivision (Oberst W. K. Gorbatschow) durchzubrechen. Dieser Erfolg zwang die roten Truppen die Siedlungen Polosi, Krjukowo, Popowka, Orechowo, Korobeiki, Kurjatji, Alexandrowka wieder zu räumen. General Maslennikow wurde befohlen, die Situation durch einen Gegenangriff wiederherzustellen. Um die deutsche Verteidigung zwischen Rschew und Sytschowka endlich zu sprengen, beschloss Schukow, alle Angriffsbemühungen der 22., 30., 31., 29., 39. Armee der Kalinin-Front und der 20. Armee der Westfront zu konzentrieren.
Am 26. Januar näherten sich die Reiterei des 11. Kavalleriekorps dem Angriffsziel Wjasma. Zwei Tage später besetzten sie Jakuschkino und unterbrachen die Autobahn Moskau-Minsk. Die Divisionen der 33. Armee rückten von der Straße Gschatsk-Juchnow ab und näherten sich bei Daschkowka und Pesochnja den südöstlichen Zugängen nach Wjasma. Vom 27. Januar bis 2. Februar wurden weitere 2000 Fallschirmjäger im Raum südwestlich von Wjasma gelandet. Einmal verfehlte eine ganze Abteilung von Transportflugzeugen ihre Ziele, sodass der abgeworfene Proviant und die gesamte Fracht auf von deutschen Truppen kontrolliertes Gebiet gelangte. Als General Maslennikow dies wahrnahm, gab er ein verzweifeltes Telegramm ab: „Wir sterben hier vor Hunger, und Sie ernähren die Deutschen!“ Der Funkspruch erreichte Stalin.
Auch die 30. Armee sollte im Zusammenwirken mit der 29. Armee mit ihren Hauptkräften auf Rschew anzugreifen und einen Teil der Streitkräfte der 22. Armee übertragen, um die deutschen Kräfte zu zerschlagen, die nach Westen abgedrängt worden waren und jetzt gegen die 22. Armee vorgingen. Die Angriffe der sowjetischen Schützendivisionen wurde nachts durchgeführt, da die deutschen Luftwaffe tagsüber aktiver geworden war. Die Divisionen der 30. Armee konnten den engen deutschen Korridor nicht durchbrechen, um die 29. Armee freizukämpfen. Nur der Aufklärung der 359. Schützendivision (Oberst S. I. Chotimsky), die nahe der Dörfer Solomino und Lebsino vorrückte, gelang es nachts mehr als tausend verwundete Soldaten und Kommandeure in Karren herauszuholen.
Die Truppen der deutschen 9. Armee verschärften allmählich die Einkreisung um die 2. und 33. Armee. Die SS-Kavallerie-Brigade „Fegelein“ und die Gruppe von Resfeld rückte auf Tschertolino vor, die Gruppe Lindig auf Monchalowo, die 246. Infanterie-Division (Generalleutnant Maximilian Siry) von Westen und das XXXXVI. Armeekorps (mot.) von Osten vor. Das 11. Kavalleriekorps (Generalmajor S. W. Sokolow) der Kalinin-Front rückte aus dem Norden auf Wjasma vor. Es umfasste die 18., 24., 82. Kavallerie- sowie die 107. motorisierte Schützendivision. Anfang Februar brach die 39. Armee durch einen engen Durchgang in Richtung der Bahnstation Nelidowo vor, wo sie von der deutschen 6. Panzerdivision von Sytschowka nach Westen zurückgedrängt wurde.

### Einkesselung der sowjetischen 33. und 29. Armee
General Schukow stellte für die weiteren Operationen folgende Aufgaben:
Die 33. Armee hatte bis zum 28. Januar per Gewaltmarsch über Krasny Cholm und Gredjakino die Siedlung Podrezkowo zu erreichen, wo sie mit den geplanten Luftlandetruppen und dem 11. Kavalleriekorps Kontakt aufnehmen sollte. Das 1. Garde-Kavalleriekorps hatte die Rollbahn zu überschreiten und am Abend des 29. Januar das Dorf Semlewo zu erreichen. Die Truppen der 43. und 50. Armee sollten die Stadt Juchnow restlos befreien, einen Teil der Streitkräfte für die Liquidierung der haltenden Feindkräfte zurücklassen und mit der Hauptmacht den vorgegebenen Kampfraum südwestlich der Stadt Wjasma erreichen.
Gemäß der Anweisung des Hauptquartiers der Westfront wurde den Einheiten der 33. Armee ein Tempo vorgegeben, in dem die Regimenter bis zu 50–60 Kilometer pro Tag vorrücken sollten. Vielleicht wäre für die Kavallerie ein solcher Marsch durchführbar gewesen, aber für die erschöpfte Infanterie, die ihr Kriegsmaterial auf ihren Schultern tragen musste, war dies unmöglich. Trotzdem gelang es den Truppen der 33. Armee die Eisenbahnstrecke Wjasma-Brjansk zu unterbrechen und Anfang Februar führte sie kontinuierliche Angriffe auf Wjasma durch. Das 1. Garde-Kavalleriekorps umfasste die 1. und 2. Garde-, sowie die 41., 57. und 75. Kavallerie-Division, drei Skibataillone mit zusammen etwa 6500 Mann. Ende Januar konnte das Korps unter General P. A. Below die Verbindung zur 33. Armee herstellen, gemeinsam schlug man deutsche Gegenangriffe im Gebiet von Ljudinowo zurück.
Die Truppen der sowjetischen 10. Armee umzingelten am 29. Januar die Stadt Suchinitschi. Der Kommandeur der 33. Armee, General Jefremow appellierte wiederholt an den Militärrat der Front mit der Bitte, die Armee zu verstärken. In einem Telegramm vom 30. Januar stellt er fest, dass die Armee seit dem 18. Dezember ununterbrochen im Kampf stand, ohne Verstärkung erhalten zu erhalten. Schukow übertrug General Jefremow aus der Frontreserve die 9. Garde-Schützendivision, die ihre Bewegung in Richtung Wjasma entlang des Korridors begann, der von der Stoßgruppe der 33. Armee geschlagen worden war. Die Division von General Beloborodow hätte den Truppen von General Jefremow enorme Hilfe leisten können, doch sie wurden gemäß der Entwicklung der Lage der 43. Armee zugeteilt. Gleichzeitig informierte General Golubew, der Kommandeur der 43. Armee den Frontkommandanten Schukow, dass sich deutsche Truppen von Norden und Nordwesten am Stadtrand von Isnoski befinden und bald den Rücken der 33. Armee bedrohen würden. Auf die Möglichkeit einer Einkreisung wurde hingewiesen, doch Schukow befahl weiter anzugreifen.
Die Soldaten der 33. Armee begannen zu hungern, Ende Januar gab es nur mehr einmal täglich warmes Essen, so begnügten sich ab Anfang Februar nur mehr mit heißer Nadelbrühe und Pferdefleisch. Die lokale Bevölkerung teilte mit den Kämpfern ihre spärlichen Lebensmittelvorräte: Kartoffeln, Salz, Leinsamen. Erschöpft von ständigen Kämpfen und irreparablen Verlusten errichteten die eingekreisten Einheiten eine kreisförmige Verteidigung in den Monchalowski-Wäldern. Alle dort nicht dringend benötigten Kommandeure von Hauptquartieren, Spezial- und Nachhutverbänden wurden zur Infanterie versetzt. Munition musste gespart werden, es gab keinen Treibstoff für Autos und Traktoren.
Am 31. Januar schrieb Halder, der Chef des Generalstabs der deutschen Landstreitkräfte, in sein Tagebuch: „Der Feind landet weiterhin Luftlandetruppen (westlich von Wjasma). Die Autobahn und die Eisenbahn Smolensk - Wjasma sind immer noch nicht vom Feind geräumt. Die Lage der Truppen der 4. Armee ist sehr ernst !“.
Schließlich folgte der Eintrag vom 3. Februar: „Die Lücke westlich Medyn an der Front der Heeresgruppe Mitte ist geschlossen.“ Die Deutschen schnitten vier Divisionen der 33. Armee ab. Gleichzeitig startete man starke Angriffe gegen die Kommunikation der vorgerückten 33., 39. und 29. Armee, deren Truppen Anfang Februar in die Defensive gehen mussten.
Mittags am 3. Februar traf der Kommandeur der 8. Garde-Schützendivision, Generalmajor W. A. Rewjakin im Kommandoposten der 33. Armee ein. Er wurde von Brigadekommandeur Onuprienko empfangen, der damals die östlichen Divisionen der 33. Armee befehligte, hierher geschickt, da General Kondratjew in schweren Kämpfen gebunden war. Rewjakin leitete ab sofort die Operation im Kessel bis zum Ende der 33. Armee.
Am 2. und 3. Februar konnte die nach Süden angreifende deutsche 20. Panzerdivision den verlorenen Kontakt zwischen der 4. Panzerarmee und der 4. Armee wieder herstellen und schnitt die sowjetische Einheiten ab, die am weitesten nach Westen vorgedrungen waren. In erbitterten und verlustreichen Kämpfen mit der 9. Garde-Schützendivision wurden die sowjetischen Truppen aus der Linie Maloje Iwanowskoje, Pinaschino und Sawino zurückgedrängt und die Einbrüche bei der deutschen 4. Armee nördlich und südlich von Juchnow beseitigt. Die Hauptkräfte von Belows Kavalleriegruppe wurden nach dem Scheitern bei Pasticha und Michailowka in südwestlicher Richtung angesetzt. Eine neue Kavalleriedivision, die 57. – mit den Regimentern 212, 218 und 225 – wurde identifiziert.
Teile der sowjetischen 33. Armee, des 1. Garde-Kavalleriekorps und der 8. Luftlande-Brigade waren jetzt selbst eingeschlossen. Bald stellte General A. P. Beloborodow, der Kommandeur der Division fest „dass die deutschen Truppen entschiedene Maßnahmen ergriffen hatten, um die Basis des Durchbruchkorridors der Stoßgruppe der 33. Armee abzutrennen.“ Nach General Reinhardt „stellten die hinter den deutschen Linien durchgebrochenen sowjetischen Truppen keine operative Bedrohung mehr dar“. Die Divisionen der 33. Armee blieben ohne Luftschutz, ohne ausreichende Versorgung mit Lebensmitteln, Munition und Treibstoff in den Rücken der deutschen 4. Armee geworfen worden.
Am 4. Februar führten die 33. Armee und das 1. Garde-Kavalleriekorps eine gemeinsame Operation durch. In der Nacht des 4. Februar näherten sich Einheiten der 113. Schützendivision ohne Artillerievorbereitung, im Schutz der Nacht den deutschen Stellungen in der Nähe des Dorfes Pesochnja. Gleichzeitig griffen die Kavalleristen nach links an, doch kein Angriff erwies sich als erfolgreich. General P. A. Below schrieb später: „Der erbitterte Kampf dauerte mehrere Tage und kostete uns große Verluste, jeder unserer Angriffe wurde mit starkem Artillerie- und Mörserfeuer beantwortet. Hin und wieder tauchten Nazi-Panzer auf dem Schlachtfeld auf. Die deutsche Luftwaffe hat uns von morgens bis abends bombardiert und beschossen“.
Gleichzeitig begannen die deutschen Truppen aus dem Raum Osugi eine massive Offensive in Richtung der Naht zwischen 29. und 39. Armee. Am 5. Februar nahm deutsche Infanterie mit Unterstützung von Panzern und der Luftwaffe die Dörfer Botwilowo, Mironowo, Korjtowo und Stupino zurück. Bei Tschertolin trafen die 1. Panzerdivision und die ihr entgegen marschierende SS-Kavallerie-Brigade Fegelein aufeinander, wodurch auch die sowjetische 29. Armee von ihrem südlichen Nachbarn – der 39. Armee – abgeschnitten war. Die 29. Armee war westlich von Rschew in den Monchalowski-Wäldern auf einer Fläche von etwa 20 mal 10 Kilometern eingekesselt. Nachdem die Abschneidung der sowjetischen 29. Armee abgeschlossen war, wurde der Kessel stückweise gespalten und verengt.
Die 113. Schützendivision (Schützenregimenter 1289, 1290, 1292 und Artillerie-Regiment 972) erlitten am 5. und 6. Februar im Raum Daschkowka, Jastreba, Jurino schwere Verluste. Tag und Nacht feuerten, bombardierten und griffen die deutschen Truppen aus allen Richtungen an. In der aktuellen Situation war das sowjetische Kommando gezwungen, die Operation einzustellen. Die 338. Schützendivision wurde am 13. Februar bei Iwaschutino, Teile der 160. Schützendivision südöstlich von Wjasma geschwächt.
Im Norden hielt das Kavalleriekorps Gorin, bestehend aus der 18., 24. und 82. Kavallerie- und 107. motorisierten Division. Im Süden und Osten operierte die 8. Fallschirmbrigade, bestehend aus vier Bataillone. Rückgrat der Verteidigung waren die 1., 2. Garde-Kavalleriedivision, die 57. und 41. Kavalleriedivision, die 2. Garde-Panzerbrigade, die 338., 113., 329. Schützendivision und Teile der 160. Schützendivision, hinzu kamen unkontrollierte Partisanengruppen. Grob geschätzt dürfte die Infanteriestärke all dieser Formationen etwa 12.000 Mann betragen haben.
Die Aufgabe bei der deutschen 9. Armee war nicht einfach, das zahlenmäßige Kräfteverhältnis war noch immer ungünstig. Es war notwendig, sowohl die äußere als auch die innere Front zu halten. Zudem zeigten sich die sowjetischen Streitkräfte bei winterlichen Bedingungen als mobiler und verfügten über ausgezeichnete Späher, die sich schneller orientieren konnten und über die langsamen deutschen Truppenbewegungen informierten. Schließlich setzten sowohl die östliche Gruppierung der 33. Armee als auch die 43. Armee ihre Versuche fort, in die Einkreisung einzudringen. Um den drohenden Durchbruch von Osten und Süden im bedrohten Frontabschnitt am Schnittpunkt der 4. Armee und 4. Panzerarmee zu beseitigen, bildete die Heeresgruppe Mitte eine neue mobile Kampfgruppe, welche die 17. und 20. Panzer- sowie die 255. Infanterie-Division umfasste.
Die eingeschlossene 33. Armee bestand aus 4 Divisionen mit etwa 11.000 Mann, 5 Pak, 12 Flak, 112 Feldgeschütze und 99 Mörser. Artillerie und Mörser hatten nur minimale Munition. An manchen Tagen wurde den Geschützen manchmal nur eine Granate pro Lauf zugewiesen, es gab keine Panzer. Am 9. Februar begannen sich die eingeschlossenen sowjetischen Divisionen nach Osten zurückzugehen. Ein Versuch des Durchbruchs nach Isnoski, um einen Flankenangriff der Stoßgruppe zu organisieren, wurde von deutschen Kräften verhindert. Die Flanken der Stoßgruppe der Heerestruppen erwiesen sich als ungesichert. Die Nachbarn rechts und links erhielten die Aufgabe, in unterschiedliche Richtungen vorzurücken: die 5. Armee – auf Gschatsk, die 43. Armee – auf Juchnow.
Mitte Februar hatte sich in der Region Wjasma für die sowjetischen Truppen eine äußerst schwierige Situation entwickelt. Teile des 1. Garde-Kavalleriekorps und das von der Kalininfront aus dem Norden angesetzte 11. Kavalleriekorps standen nur noch 6 km voneinander entfernt, konnten sich aber wegen rechtzeitiger deutscher Gegenstöße nicht verbinden.

### Sowjetische Angriffe ab 18. Februar
In den Weisungen der Stawka vom 16. Februar wurde den Truppen der Westfront ungeachtet des deutschen Gegenangriffes die alten Aufgaben gestellt: „Die deutsche Gruppierung zwischen Rschew-Wjasma-Juchnow zu zerschlagen und bis zum 5. März eine Verteidigung mit vorgefertigten Panzerabwehrgräben anzulegen“, d. h. bis zur Grenze von Olenino, dem Dnjepr, Jelnja, weiter entlang des Flusses Desna und nach Brjansk, was unter den neuen Bedingungen eindeutig unrealistisch war. Mit dieser Anweisung beginnt die dritte Phase der Operation: die Wiederaufnahme der aktiven Operationen durch die sowjetischen Truppen, ihre allmähliche Abschwächung und das Abflauen der Operation am 20. April.
Die Truppen der Kalinin- und Westfront erneuerten die Offensive, die Formationen der 31., 20. und 5. Armee gingen am 18. Februar in den Angriff über. Die Truppen der Kalinin- und Westfront hatten gleichzeitig aus der Linie von Olenino, Oletskoje und Bulaschewo vorzugehen: Teile der 22. und 39. Armee sollten den Dnjepr, Dorogobusch sowie Jelnja erreichen, die Streitkräfte der 50. (Teile), 49. und 10. Armee am Fluss Desna und bei Jadrowo Fuß fassen. Gleichzeitig war geplant, die deutsche Rschew-Wjasma-Gruppierung zu umkreisen und auszuschalten. Im Angriff standen von der Kalinin-Front – die 22., 30., 39. und 31. Armee und das 11. Kavalleriekorps; von der Westfront – 20., 5., 33., 43., 50. Armee und die Gruppe General Below. Die Vernichtung der deutschen Gruppierung zwischen Schisdra und Brjansk und die Eroberung von Brjansk wurden der 16. Armee übertragen, die durch das 2. Garde-Schützenkorps sowie durch die 97. und 116. Schützendivision verstärkt worden war. Rokossowskis Truppen hatten die Aufgabe, die Linie von Jadrowo, Wysokoje, Krasnoje, Sosnowka zu erreichen, wo sie in die Defensive gehen sollten. Die Truppen der 61. Armee, verstärkt durch die 149. Schützendivision, sollten in Zusammenarbeit mit der 3. Armee der Brjansk-Front die deutsche Gruppierung bei Bolchow verdrängen.
Der neue Angriff der Kalinin-Front in der Nacht des 18. Februar konnte vorrangig zur Befreiung der abgeschnittenen Einheiten der 29. Armee angesehen werden. Die Stawka wies den Angriffsfronten zusätzliche Kräfte aus der Reserve zu: Die Kalinin-Front erhielt bis März eine Garde-Division sieben frische Schützendivisionen und vier Luftregimenter zugewiesen, die Westfront erhielt ein Garde-Schützenkorps, drei Schützendivisionen, zwei Luftlande-Brigaden, 200 Panzer, 40 Flugzeuge und 60.000 Mann an Verstärkung. Ein Eintrag im Tagebuch von Halder vom 11. Februar weist darauf hin, dass der deutsche Geheimdienst die Verlegung dieser Reserven bereits bemerkt hatte. Teile der Roten Armee konnten die deutschen Truppen ihrerseits nicht einkreisen und die Kämpfe nahmen einen langwierigen Charakter an.
Teile der sowjetischen 22. Armee versuchen, die deutsche Gruppierung bei Olenino zu eliminieren. Diese Versuche dauerten bis Ende März/Anfang April und führten zu geringen Erfolgen, insbesondere setzten sie die Aktionen der deutschen Truppen aus, um die Lücke an der Kreuzung der Heeresgruppen Nord und Mitte zu schließen. Nachdem die deutsche 20. Panzer-Division am 26. Februar in ihrem Westabschnitt erste Stellungen für einen Angriff nach Westen bezogen hatte, wandte sie sich nach Osten, um einen russischen Durchbruch im Raum Grechischenko zu verhindern. Auch hier gelang es ihr in hartnäckigen Kämpfen, die zahlenmäßig überlegenen Angriffe des Feindes abzuwehren und ihn daran zu hindern, sich wieder mit den durchgebrochenen Divisionen zu vereinen.
Die deutschen Truppen bauten den Brückenkopf der 4. Armee in schweren lokalen Kämpfen bis zum Fluss Ugra beiderseits der Prudka aus. In der Zeit vom 4. bis 26. Februar hatte die 20. Panzerdivision im Raum beiderseits und nördlich von Pinaschino eine große Anzahl sowjetischer Angriffe abgewehrt, die von überlegenen Kräften der 33. und 43. Armee durchgeführt wurden. Trotz heftiger Angriffe gelang es der Roten Armee nicht, den verlorenen Kontakt mit ihren abgeschnittenen Divisionen wiederherzustellen.

### Einsatz des 4. Luftlandekorps
Das sowjetische Kommando beschloss, die Hauptstreitkräfte des 4. Luftlandekorps westlich von Juchnow zu landen, um die dortige Rollbahn zu unterbrechen und sich anschließend mit der ihnen entgegenrückenden 50. Armee in Richtung Wjasma verbinden. Die Landung erfolgte in der Nacht vom 16. auf den 24. Februar und stieß schnell auf Widerstand der deutschen Truppen. Die Landung der 9. und 214. Luftlande-Brigade erfolgte bei Snamenka und Schelanja, wo 7373 Mann und 1525 Ballen mit Munition, Waffen, Lebensmitteln und anderem Gütern gelandet und abgeworfen wurden. Die Fallschirmjäger trugen automatische Kleinwaffen und führten 31 Maschinengewehre und 34 Mörser mit sich. Bald wurden weitere 3745 Mann gelandet. Am 23. Februar wurde das Flugzeug mit dem Korpskommandanten beschossen, wobei Generalmajor A. F. Lewaschew ums Leben kam. Der Stabschef, Oberst A. F. Kasankin, übernahm das Kommando. Die Jäger konnten 20 bis 22 km tief im Rücken der deutschen Truppen operieren und erreichten am 28. Februar die für ein Treffen mit der 50. Armee vorgegebene Linie. Die Truppen der 33. Armee konnten die deutsche Verteidigung nirgends durchbrechen und so blieb die Landung erfolglos.
Am 15. und 16. Februar befreiten Partisanenabteilungen, die südlich und südwestlich von Wjasma operierten, die Stadt Dorogobusch. Infolgedessen wurde im Rücken der Heeresgruppe Mitte ein feindliches Operationsgebiet gebildet, in dem die 33. Armee, das 1. Garde-Kavalleriekorps, das 4. Luftlandekorps und Partisanenabteilungen erfolgreich agierten. General Belows Kavallerie konzentrierte im Gebiet Barsukow und stieß weiter auf Strelna.
Die 329. Schützendivision (Oberst Kornei Michailowitsch Andrusenko) mit den Schützenregimentern 1110, 1112, 1114 und dem 613. Pionierbataillon wurde nach der Besetzung der Autobahn Wjasma-Blochino von ihren Konvois und Versorgungseinheiten getrennt, die östlich von Blochin abgeschnitten wurden. Die Kommunikation mit dem Hauptquartier der 33. Armee wurde durch Aufklärungsgruppen aufrechterhalten. Die Division, deren Hauptquartier in Panfilowo stand, bereitete sich auf den Durchbruch nach Osten vor. Aus dem Osten wurde sie durch vergebliche Angriffe sowjetischer Streitkräfte auf Blochin und das Gebiet nördlich der Autobahn unterstützt, um sich wieder zu vereinen. 800 Mann Verstärkung für das 250. Luftlanderegiment kamen von Einheiten eines regulären Infanterieregiments – der 92. Schützendivision – die zwischen dem 25. und 30. Januar in der Nähe von Luga (50 km südlich von Wjasma) gelandet worden war.
Vom 18. bis 23. Februar wurden 7373 Mann der 9. und 214. Luftlandebrigade in den Rücken der deutschen Truppen im Gebiet westlich von Juchnow abgesetzt. In der Nacht des 24. Februar begannen sie mit den nächsten Offensivoperationen. Es gelang ihnen, in bestimmten Abschnitten der 50. Armee 20-25 km entgegen zu rücken und eine Reihe von Siedlungen zu besetzen. Bald waren sie schweren deutschen Luftangriffen und Gegenangriffen ausgesetzt und mussten in die Defensive gehen. Die sowjetischen Angriffe auf Wjasma wurden gestoppt, für die eingeschlossene westliche Gruppierung der 33. Armee begann ein brutaler Überlebenskampf.
In der Nacht des 18. Februar befahl der Kommandeur der Kalinin-Front auch der 29. Armee, aus der Einkreisung auszubrechen, ein Unternehmen das im Wesentlichen bis zum 28. Februar abgeschlossen werden konnte. 5200 Mann (von der 800 verwundet waren) konnten die Einkreisung verlassen und schlossen sich der 39. Armee an. Die eingekreist gebliebenen Reste der 29. Armee wurden in den Monchalowski-Wäldern fast vollständig vernichtet.

### Letzte sowjetische Angriffsphase
Nach heftigen Kämpfen wurde an der mittleren Angriffsfront die Stadt Juchnow am 5. März durch die 133. Schützendivision (Generalmajor Fjodor Sacharow) und die 34. Schützen-Brigade (Oberst Pjotr Akimochkin) der 49. Armee befreit.
Im Allgemeinen brachten die Angriffe der beiden sowjetischen Fronten aber keine Erfolge mehr. Laut General Tippelskirch war bereits am 21. Februar „die Angriffskraft der Russen gebrochen“.
Am 11. März befanden sich 12.789 Mann der 33. Armee in der Umzingelung. Alle Einheiten und Partisanenabteilungen im Raum Wjasma mit Ausnahme der Einheiten der 33. Armee waren dem General Below unterstellt. Das Hauptquartier der Westfront schickte Below ein seltsames Telegramm: „… sie brauchen keine Verbindung mit der Infanterie (der 33. Armee) …“ Später wird dies einer der Gründe für den Untergang der 33. Armee sein. In Belows Gruppe gab es Ende März noch immer 17.000 Mann. Am 20. März forderte die Stawka erneut, dass die Fronten die Erfüllung der zuvor gestellten Aufgabe energischer fortsetzen sollten, aber die Offensive ließ nach, die Truppen gingen in die Defensive über. Das deutsche Oberkommando konnte dazu übergehen, der Beseitigung sowjetischer Einheiten in seinem Rücken mehr Aufmerksamkeit zu schenken.
Als Anfang März die eingeschlossenen Einheiten der 33. Armee von innen und die Stoßgruppe der 43. Armee von außen versuchten, die Einkesselung zu durchbrechen, verlegte die deutsche Führung zusätzliche Kräfte dorthin. Der Abstand zu den sowjetischen Truppen wurde auf 2 km verengt, aber es war nicht möglich, die Einkreisung zu durchbrechen. Die Position der eingekreisten Gruppierung der 33. Armee begann sich täglich zu verschlechtern.
Der Oberbefehlshaber der deutschen 4. Armee erhielt den Auftrag, die besetzte Linie zu halten, eine Stellung an den Flüssen Ugra und Werja so vorzubereiten, dass kurz vor Beginn des Tauwetters die linke Flanke der Armee hierher zurückgezogen werden konnte. Es war notwendig, die Schaffung einer „Wüstenzone“ vor der neuen Position vorzubereiten (die gründliche Zerstörung von Juchnow, des Flugplatzes und aller Brücken). Auf der rechten Flanke des Heeres sollte eine Gruppierung konzentriert werden, die am 10. März in Zusammenarbeit mit der Westflanke der 2. Panzerarmee in südöstlicher Richtung in die Offensive gehen sollte. Die Truppen der 4. Panzerarmee sollten ihre Stellungen an der Ostflanke halten und gleichzeitig den Rückzug der Südflanke über den Fluss Wereja vorbereiten. Um die sowjetischen Einheiten im Rücken der 4. Panzerarmee zu zerstören, wurde befohlen, die 23. Infanterie-Division von der Front abzuziehen und die 10. Infanterie-Division in die Operation in der Region Dorogobusch einzubeziehen. Gegen das sowjetische 11. Kavalleriekorps waren Ende März zwei deutsche Divisionen angesetzt. Teile des Korps und der 39. Armee mussten schwere Kämpfe in einer Halbumkreisung austragen, aber ein günstiger Brückenkopf für sowjetische Truppen zwischen Sytschowka und Bely blieb in dieser Zeit erhalten. Ein Veteran der 234. Schützendivision, G. Tarasow, der ab Ende März in der Region Bely kämpfte, erinnerte sich: „Der Feind griff ständig an. Feindliche Flugzeuge erlaubten buchstäblich nicht, den Kopf zu heben. Anfang April gab es Tage, an denen Hunderte von Einsätzen gegen unsere Stellungen unternommen wurden. Vom 3. bis 5. April wurden wir besonders heftig bombardiert. Wenn man versucht sich an Ende März/Anfang April 1942 zu erinnern, verschmelzen viele Tage zu einem, über all diese endlosen Tage erstreckte sich ein ungeheuer schwieriger Kampf. Ein fast tägliches Karussell deutscher Bomber befand sich über uns. Im Kreis aufgereiht, bombardierten und beschossen sie uns abwechselnd mit Sturzflügen, inklusive Sirenengeheul. Man vergisst nie das dichte Mörserfeuer, das auf uns herabregnet …“
In der zweiten Februarhälfte und im März 1942 versuchte die 43. Armee erfolglos, den Korridor zur 33. Armee zu durchbrechen. Ende März – Anfang April unternahmen die Truppen der Kalinin- und Westfront einen weiteren Versuch, die Gruppen Rschew, Olenino und Wjasma zu besiegen und sich mit den hinter den feindlichen Linien in der Region Wjasma operierenden Truppen zu vereinen, jedoch erneut ohne Erfolg. Endlich erhielten die Generäle P. A. Below und M. G. Jefremow die Erlaubnis auszubrechen. Ein letzter Durchbruchsversuch von Einheiten der 33. Armee Mitte April blieb erfolglos: Der größte Teil derjenigen, die mit General Jefremow zum Durchbruch gingen – etwa 2.000 Mann – fielen.
Am 14. April versuchte die 50. Armee den durchbrechenden Einheiten der Gruppe Below entgegen zu rücken. Seit dem Abend des 13. April war dann jegliche Kommunikation mit dem Hauptquartier der 33. Armee unterbrochen. Entgegen dem Plan des Hauptquartiers der Westfront und dem Befehl von Schukow, nach Kirow auszubrechen, erteilte Stalin den General Jefremow persönlich die Erlaubnis, auf dem kürzesten Weg zur Ugra zu stoßen. Bereits am 15. April, als nicht mehr als 2 Kilometer bis zur eingekreisten Armee von Jefremow verblieben, warfen die Deutschen Teile der 50. Armee zurück, und die Offensive geriet ins Stocken. Am 17. oder 18. April beging der verwundete General M. G. Jefremow Selbstmord. Der Kommandeur der 39. Armee, Generalleutnant I. I. Maslennikow, wurde evakuiert, sein Stellvertreter, Generalleutnant I. A. Bogdanow fiel bei den Kämpfen.
Am 16. April schrieb F. Halder in sein Tagebuch: „Die russische 33. Armee wurde liquidiert.“ Die vereinigte Gruppe unter General Below hielt das Gebiet südlich von Wjasma noch bis Ende Mai, wobei sie mehrere deutsche Divisionen binden konnten. In der Nacht des 26. Mai durchbrach die Gruppe die Einkreisung und bewegte sich in Richtung Kirow, wobei sie dann im Rücken der deutschen 4. Armee operierte.
Am 17. Juni bewertete F. Halder die Aktionen der vereinigten Gruppe von P. A. Below wie folgt: „Das Kavalleriekorps von General Below operierte jetzt westlich von Kirow. Immerhin hat er insgesamt 7 deutsche Divisionen gebunden“. Am 24. Juni verließen die letzten überlebenden Soldaten des 4. Luftlandekorps und die Kavalleristen der Gruppe Below die Einkreisung, um sich den Truppen der 10. Armee anzuschließen. Die umzingelte Gruppierung der 33. Armee – vier Divisionen mit bis zu 10.000 Mann – hatten aufgehört zu existieren. Die Verluste der Armee für zweieinhalb Monate beliefen sich auf mehr als 8.000 Tote, darunter etwa 6.000 Soldaten und Kommandeure beim Ausbruchsversuch.

## Ausgang
Der 20. April gilt in der sowjetischen Militärhistorie als Tag des Abschlusses der Rschew-Wjasmaer Operation. Die sowjetischen Truppen erhielten den Befehl, an der Linie Rschew, Gschatsk, Kirow, Schisdra in die Defensive überzugehen. Die von Stalin am 5. Januar befohlene, aber nicht durch Ressourcen unterstützte Idee, an allen Fronten anzugreifen, führte zum Verlust der Initiative, zum Scheitern der Gegenoffensive bei Moskau und zu ungerechtfertigten Opfern bei Rschew. Mitte April 1942 behauptete sich die deutsche 3. Panzerarmee mit dem IX. und XX. Armeekorps auf einer 120 km Front von nordostwärts Gshatsk bis südostwärts Teminko. Die Hauptkampflinie verlief vom Istra-Ufer 15 km ostwärts Temkino entlang der Istra und weiter etwa 15 km ostwärts der Straße Temkino – Gschatsk bis etwa 30 km nordostwärts von Gschatsk. Die 4. Armee hielt mit dem XII. Armeekorps den Raum nordöstlich von Spas-Demensk bis westlich von Juchnow, das XIII. und XXXXIII. Armeekorps hielt den Ugra-Abschnitt nördlich von Juchnow und das XXXX. Armeekorps sicherte mit der 19. Panzerdivision gegenüber der sowjetischen 10. Armee beiderseits der Nerutsch bis Suchinitschi, wo der Anschluss an die 2. Panzerarmee erfolgte.
Die Kesselkämpfe der 39. Armee und des 11. Kavalleriekorps dauerten noch bis Mitte Juli 1942, wo diese Verbände in den Operationen Hannover und Seydlitz endgültig besiegt wurden. Bis zum 30. März 1942 hatte die Heeresgruppe Mitte mehr als 330.000 Menschen verloren – etwa die Hälfte des Personals. Die Verluste der sowjetischen Truppen bei der Operation beliefen sich nach offiziellen Angaben auf 776.889 Menschen,  272.320 Tote und 504.569 Verwundete.
Insbesondere zerstörte das Personal der 33. Armee in zweieinhalb Monaten Kampf (seit dem 2. Februar) 8.700 feindliche Soldaten und Offiziere, 24 Panzer, 29 Kanonen und andere militärische Ausrüstung. Die Totalverluste der 33. Armee beliefen sich im gleichen Zeitraum auf mehr als 8.000 Mann, nur 889 Mann konnten in kleinen Gruppen zu ihren Truppen durchbrechen.